# Seznam zápasů chorvatské fotbalové reprezentace na Mistrovství Evropy

## Seznam zápasů chorvatské fotbalové reprezentace na Mistrovství Evropy
Chorvatská fotbalová reprezentace byla celkem 7x na mistrovstvích Evropy ve fotbale a to v letech 1996, 2004, 2008, 2012, 2016, 2021, 2024.
- Aktualizace po ME 2024 - Počet utkání - 22 - Vítězství - 9x - Remízy - 7x - Prohry - 9x

| Číslo | Soupeř      | Výsledek                | ME      | Fáze turnaje       | Góly Chorvatska                                         |
| ----- | ----------- | ----------------------- | ------- | ------------------ | ------------------------------------------------------- |
| 1.    | Turecko     | 1 – 0                   | ME 1996 | základní skupina D | Goran Vlaovic                                           |
| 2.    | Dánsko      | 3 – 0                   | ME 1996 | základní skupina D | Davor Šuker (1 +1 penalta), Zvonimir Boban              |
| 3.    | Portugalsko | 0 – 3                   | ME 1996 | základní skupina D | Ne                                                      |
| 4.    | Německo     | 1 – 2                   | ME 1996 | čtvrtfinále        | Davor Šuker                                             |
| 5.    | Švýcarsko   | 0 – 0                   | ME 2004 | základní skupina B | Ne                                                      |
| 6.    | Francie     | 2 – 2                   | ME 2004 | základní skupina B | Milan Rapaić (penalta), Dado Pršo                       |
| 7.    | Anglie      | 2 – 4                   | ME 2004 | základní skupina B | Niko Kovač, Igor Tudor                                  |
| 8.    | Rakousko    | 1 – 0                   | ME 2008 | základní skupina B | Luka Modrić (penalta)                                   |
| 9.    | Německo     | 2 – 1                   | ME 2008 | základní skupina B | Darijo Srna, Ivica Olić                                 |
| 10.   | Polsko      | 1 – 0                   | ME 2008 | základní skupina B | Ivan Klasnić                                            |
| 11.   | Turecko     | 1 – 1 (PP) (pen. 1 - 3) | ME 2008 | čtvrtfinále        | Ivan Klasnić penalty: Darijo Srna                       |
| 12.   | Irsko       | 3 – 1                   | ME 2012 | základní skupina C | 2x Mario Mandžukić, Nikica Jelavić                      |
| 13.   | Itálie      | 1 – 1                   | ME 2012 | základní skupina C | Mario Mandžukić                                         |
| 14.   | Španělsko   | 0 – 1                   | ME 2012 | základní skupina C | Ne                                                      |
| 15.   | Turecko     | 1 – 0                   | ME 2016 | základní skupina D | Luka Modrić                                             |
| 16.   | Česko       | 2 – 2                   | ME 2016 | základní skupina D | Ivan Perišić, Ivan Rakitić                              |
| 17.   | Španělsko   | 2 – 1                   | ME 2016 | základní skupina D | Nikola Kalinić, Ivan Perišić                            |
| 18.   | Portugalsko | 0 – 1 (PP)              | ME 2016 | osmifinále         | Ne                                                      |
| 19.   | Anglie      | 0 – 1                   | ME 2021 | základní skupina D | Ne                                                      |
| 20.   | Česko       | 1 – 1                   | ME 2021 | základní skupina D | Ivan Perišić                                            |
| 21.   | Skotsko     | 3 – 1                   | ME 2021 | základní skupina D | Nikola Vlašić, Luka Modrić, Ivan Perišić                |
| 22.   | Španělsko   | 3 – 5                   | ME 2021 | osmifinále         | Pedri (vlastní branka ESP), Mislav Oršić, Mario Pašalić |
| 23.   | Španělsko   | 0 – 3                   | ME 2024 | základní skupina B | Ne                                                      |
| 24.   | Albánie     | 2 – 2                   | ME 2024 | základní skupina B | Andrej Kramarić, Klaus Gjasula (vlastní branka ALB)     |
| 25.   | Itálie      | 1 – 1                   | ME 2024 | základní skupina B | Luka Modrić                                             |